# Щербаков Олександр Федорович
Щербако́в Олекса́ндр Фе́дорович (нар. 23 жовтня 1923 — 2 листопада 2002, Київ, Україна) — Герой Радянського Союзу, в часи Другої Світової війни — начальник розвідки 105-го дивізіону 36-го гвардійського мінометного полку 3-ї гвардійської танкової армії Воронезького фронту, гвардії старший лейтенант.

## Біографія
Народився 23 жовтня 1923 року в Полтаві (за іншими даними — в місті Рославль нині Смоленської області) в робочій сім'ї. Після закінчення семи класів полтавської середньої школи № 15 поступив у 1938 році в механіко-технологічний технікум.
У Червону армію призваний у жовтні 1941 року. Закінчив свердловське піхотне училище. В серпні того ж року направлений у діючу армію на посаду командира взводу 36-го гвардійського мінометного полку. Гвардії старший лейтенант Щербаков особливо відзначився при форсуванні Дніпра і в боях на Букринському плацдармі.
23 вересня 1943 року гвардії старший лейтенант Олександр Щербаков з розвідувальною групою з п'ятьох добровольців разом з передовими стрілецькими підрозділами форсував Дніпро в районі села Григорівка. Свій спостережний пункт Щербаков обладнав поблизу переднього краю, виявив об'єкти ураження, визначив місця переправ і звідси коректував вогонь «катюш». Противник одинадцять разів намагався контратакувати наших воїнів, але, зміталися вогнем гвардійських мінометов, втрачаючи сотні убитих і поранених. На ділянці старшого лейтенанта Щербакова ворог втратив шість танків і декілька сотень солдат і офіцерів. Сам Щербаков був важко поранений і контужений, але не покинув позиції.
Указом Президії Верховної Ради СРСР від 24 грудня 1943 року за зразкове виконання бойових завдань командування, особисту відвагу і рішучість, проявлені при форсуванні Дніпра, гвардії старшому лейтенанту Щербакову Олександру Федоровичу було присвоєно звання Героя Радянського Союзу з врученням ордена Леніна і медалі Золота Зірка.
Наприкінці 1944 року О. Ф. Щербаков був направлений на навчання до військової академії, але наслідки важкого поранення і контузії не дозволили її закінчити.
Після війни продовжував службу в ЗС СРСР на командних посадах. З 1955 року підполковник Щербаков — в запасі. Після виходу в запас Олександр Федорович Щербаков проживав у Києві. Працював у Київській філії Всесоюзного науково-дослідного інституту монтажспецбуду старшим інженером.
Помер 2 листопада 2002 року. Похований у колумбарії Байкового кладовища.

## Нагороди
- Медаль «Золота Зірка» Героя Радянського Союзу (№ 2340)
- Орден Леніна
- Два ордени Вітчизняної війни 1-й ступеня
- медалі